# سوزان كليمر
سوزان كليمر (بالإنجليزية: Susan Clymer)‏ هي كاتبة للأطفال وكاتِبة أمريكية، ولدت في 1951.